# Репино (Челябинская область)

Репино — посёлок в Троицком районе Челябинской области. Входит в состав Кособродского сельского поселения.

## География
Расположен в центральной части района, на берегу р. Санарки. Рельеф — равнина (Западно-Сибирская равнина); ближайшие выс.— 259 и 268 м. Ландшафт — лесостепь. В окрестностях — редкие колки. 
Транспорт: связано грунтовыми дорогами с соседними населёнными пунктами. Расстояние до районного центра (Троицк) 58 км, до центра сельского поселения (пос. Целинный) — 13 км. 

## История
Поселок основан на месте хутора, образов. в черте станицы Кособродской в 1878. По данным статистики, в 1926 числился в Кособродском сельсовете Кочкарского района; состоял из 15 дворов. 
В 1929—30 организован колхоз им. Шевченко (в 1938 с переходом в Троицкий р-н переим. в колхоз им. 21-й годовщины Окт.), которому принадлежало 1725 га земельных угодий. 
К 1948 земельная дача увеличилась до 2687 га (в т. ч. пашни насчитывалось 1585, сенокосов — 292, выгона — 481 га).
В 1937 в поселке насчитывалось 46 дворов (175 колхозников, т. е. жит. старше 12 лет), в 1948 — 52 (160), в 1950 — 47. 
В 1951 были объединены 3 колхоза — им. 21-й годовщины Окт., «Знамя Победы» (Тогузакский сельсовет) и «Красная заря»; в 1957 объедин. х-во вошло на правах 6-го отделения в состав совхоза «Кособродский». 
С 1990 на территории располагалось отделение колхоза им. 21-го съезда КПСС, с 1992 — бригада СХПП «Новый мир», с 1997 — ООО «Репино».

## Население
| 2002 | 2010 |
| ---- | ---- |
| 212  | ↘177 |

(в 1928 — 536, в 1971 — 538, в 1997 — 425, в 1995 — 425).

## Улицы
- Улица Мира
- Набережная улица
- Первомайская улица
- Южная улица